# Németh Áron
Németh Áron (Esztergom, 1983  –) református lelkész, egyetemi oktató, a Debrecen-Nagyerdei Református Egyházközség lelkésze, a Debreceni Református Hittudományi Egyetem Ószövetségi Tanszékének docense. Nős, 3 gyermek édesapja. Református lelkészcsaládból származik, édesapja Németh Dávid teológiai tanár, üknagyapja Baltazár Dezső tiszántúli püspök.

## Tanulmányai
Általános iskolai tanulmányait 1990–1998 között Tatabányán (Kodály Zoltán Ének-zene Tagozatos Általános Iskola) és Budapesten (Szent Korona Úti Általános Iskola). 1998–2003 között járt a Debreceni Református Kollégium Gimnáziumába, közben egy tanévet (2000/2001) Svájcban töltött  az Evangelische Mittelschule Schiers ösztöndíjasaként.
Egyetemi tanulmányokat a Debrecenben és Bécsben folytatott. A Debreceni Református Hittudományi Egyetemnek 2003 és 2009 között volt hallgatója, a 2005/2006-os tanáv tavaszi félévét az Erasmus program keretében Bécsben, a Protestáns Teológiai Fakultáson töltötte (Universität Wien, Evangelisch-Theologische Fakultät). 2007-ben „Biblia díj”-at kapott a biblikus tudományok terén nyújtott teljesítményért, 2007/2008-as tanévben Köztársasági ösztöndíjas volt.
Első lelkészképesítő vizsgáját 2008-ban tette le, majd a második lelkészképesítő vizsga után 2009-ben szentelték lelkésszé Debrecenben.
2008 és 2010 a Debrecen-Nagyerdei Református Egyházközségben teljesített segédlelkészi majd beosztott lelkészi szolgálat.
Doktori (PhD) tanulmányait 2009 és 2012 között végezte a DRHE Doktori Iskolájának nappali tagozatán, dr. Kustár Zoltán egyetemi tanár témavezetése mellett. 2011–2015 között tanársegédként kapcsolódott be a DRHE Ószövetségi Tanszékének munkájába.
2012. június 24–július 31. között rövid tanulmányúton vett részt a lipcsei és hallei egyetemeken a DAAD Forschungsstipendium für Doktoranden und Nachwuchswissenschaftler ösztöndíjával, ahol fogadó professzora és konzulense Ernst-Joachim Waschke volt.
Doktori kutatásának lezárása után 2015. április 20-án védte meg értekezését summa cum laude minősítéssel. Értekezésének címe: Királyok zsoltára, zsoltárok királya. A 72. zsoltár előállása és teológiája a Zsoltárok könyve redakciójának tükrében.

## Szakmai munkássága
Németh Áron a doktori fokozat megszerzését követően a Debreceni Református Hittudományi Egyetem Ószövetségi Tanszékén tevékenykedett adjunktusként (2015–2020), majd docensként (2020-tól). 2024-ben habilitált az Evangélikus Hittudományi Egyetemen, habilitációs dolgozatának címe: "Antropológiák a Kispróféták könyvében".
2024 nyarán a Debrecen-Nagyerdei Református Egyházközség meghívta és megválasztotta lelkipásztorának.

## Legfontosabb publikációk
- "Királyok zsoltára, zsoltárok királya". A 72. zsoltár előállása és teológiája a Zsoltárok könyve redakciójának tükérben, Kolozsvár, Exit, 2018. pp 336., ISBN 978-973-7803-69-6
- Az Ószövetség és a reformáció. Tanulmányok a héber nyelvű Ószövetség és a protestantizmus kapcsolatának múltjából és jelenéből  (Acta 11), Debrecen, DRHE, 2018. pp. 320. ISBN 978-615-5853-05-0 (szerk.: Kustár Zoltán – Németh Áron )
- Mit eisernem Stab und zerschlagendem Wort : Bemerkungen zur Ambivalenz des Messiasbildes in den Psalmen Salomos und in der Offenbarung des Johannes, in: Benyik, György (ed.): The Hellenistic and Judaic Background to the New Testament. JATE Press, Szeged, pp. 311–326. ISBN 978-963-315-400-7.
- „Szól immár itt Dávid…magyarul”: Megjegyzések Bencédi Székely István zsoltárfordításához, in: Baráth, B. L. (szerk.): Hittel és humorral: Tanulmánykötet a 60 éves Hörcsik Richárd születésnapjára (Acta 8), Debrecen, DRHE, 2015, 23–38
- Eszkatológia a Zsoltárok könyvében?, in: Balog, M. – Kókai Nagy, V. (szerk.): Újszövetség és eszkatológia. Tanulmánykötet Peres Imre tiszteletére, 60. születésnapja alkalmából (ATD 4), Debrecen, DRHE, 2013, 35–59.
- „Adj napokat a király napjaihoz!” Imádság a király életéért az Ószövetségben és az ókori Közel-Keleten, in: Collegium Doctorum 10 (2014), 47–61.)
- Preegzisztencia és inkarnáció. Krisztológiai tételek a Zsolt 72 óegyházi értelmezésében, in: Theologiai Szemle 56 (2013), 9–16.